# جنان سوا
جنان سوا (بالسريانية: ܔܢܐܢ ܒܒܐ ܣܒ݂ܐ)‏ (من مواليد 18 آذار 1956) هو موسيقي آشوري اشتهر بصنع الرقصات الشعبية الآشورية. بدأ جنان الغناء في عام 1972، عندما كان عمره 17 عامًا. قام جنان بأداء عروضه في جميع أنحاء العالم، كما زار مسقط رأسه دهوك في العراق في العديد من المناسبات.

## حياته
في عام 1975، أجبر والد جنان ابنهم على الزواج. أمضى أربع سنوات في الجيش العراقي من عام 1974 إلى عام 1978. في عام 1980، فر جنان من العراق بعد فترة وجيزة من تولي صدام السلطة واستقر في اليونان لمدة عامين. وفي النهاية، غادر إلى الولايات المتحدة في عام 1982، حيث لا يزال مقيماً هناك. بعد وصوله إلى الولايات المتحدة، عمل جنان سائق سيارة أجرة لمدة عامين. في عام 1984، تم تعيينه في أحد المطاعم للغناء كل ليلة. في عام 1985، سجل أول ألبوم استوديو له، تحت اسم "بيث نوهادرا"، وهو الاسم الآشوري لمدينته دهوك. شَكَلَ هذا الألبوم مسيرته الغنائية الاحترافية، ومنذ ذلك الحين أصدر جنان أكثر من 25 ألبومًا وسجل ما يقرب من 200 أغنية.
خلال فترة وجوده في دهوك، كان جنان يغني في المناسبات المنتظمة مثل النزهات والمناسبات العائلية. كما ظهر جنان وأدى عروضًا حية في البرامج التلفزيونية الموسيقية في العراق.

## الأسلوب
يتأثر أسلوب جنان الموسيقي بالفولكلور القروي الآشوري.

## الحياة الشخصية
تزوج جنان ثلاث مرات، ثم انفصل عن زوجاته منذ ذلك الحين. لديها ابنتان من اثنتين من زوجتيه السابقتين. تمت خطوبته في عام 2018 وهو يقيم حاليًا في ميشيغان. شقيقه عصام سوا أيضًا مغني.

## ديسكوغرافيا
- 1985 - نوهادرا
- 1986 - تامبوري
- 1986 - زمارة
- 1987 - يما
- 1988 - صيادة
- 1989 - جوانكا دهكاري
- 1990 - لاواندو
- 1991 - كركوك
- 1992 - آنا إيوان بيث نهرين
- 1993 - زوعا
- 1994 - خا بنيسان
- 1995 - شريعة نينوى
- 1996 - مزيج من جنان سوا
- 1997 - نهرين
- 1998 - بروني
- 2001 - شتّاهر يا يما
- 2002 - بديرين لنوهادرا
- 2002 - لينوا آنا
- 2004 - كيناتي مين أترا
- 2005 - هيكلي تليخه
- 2006 - زورنا داهولا
- 2006 - خولمة شاريرة
- 2008 - عشتار
- 2011 - زمرين بخوباخ
- 2012 - عطا
- 2013 - باينا

## الروابط الخارجية
- أغاني آشور
- قينثا: جنان سوا
- إنتاج فينيكس: جنان سوا